# Đột biến điểm
| Bình thường | Đột biến câm | Đột biến vô nghĩa | Đột biến sai nghĩa |
| ----------- | ------------ | ----------------- | ------------------ |
| TTX         | TTT          | ATX               | TX                 |
| Lys         | Lys          | STOP              | Arg                |

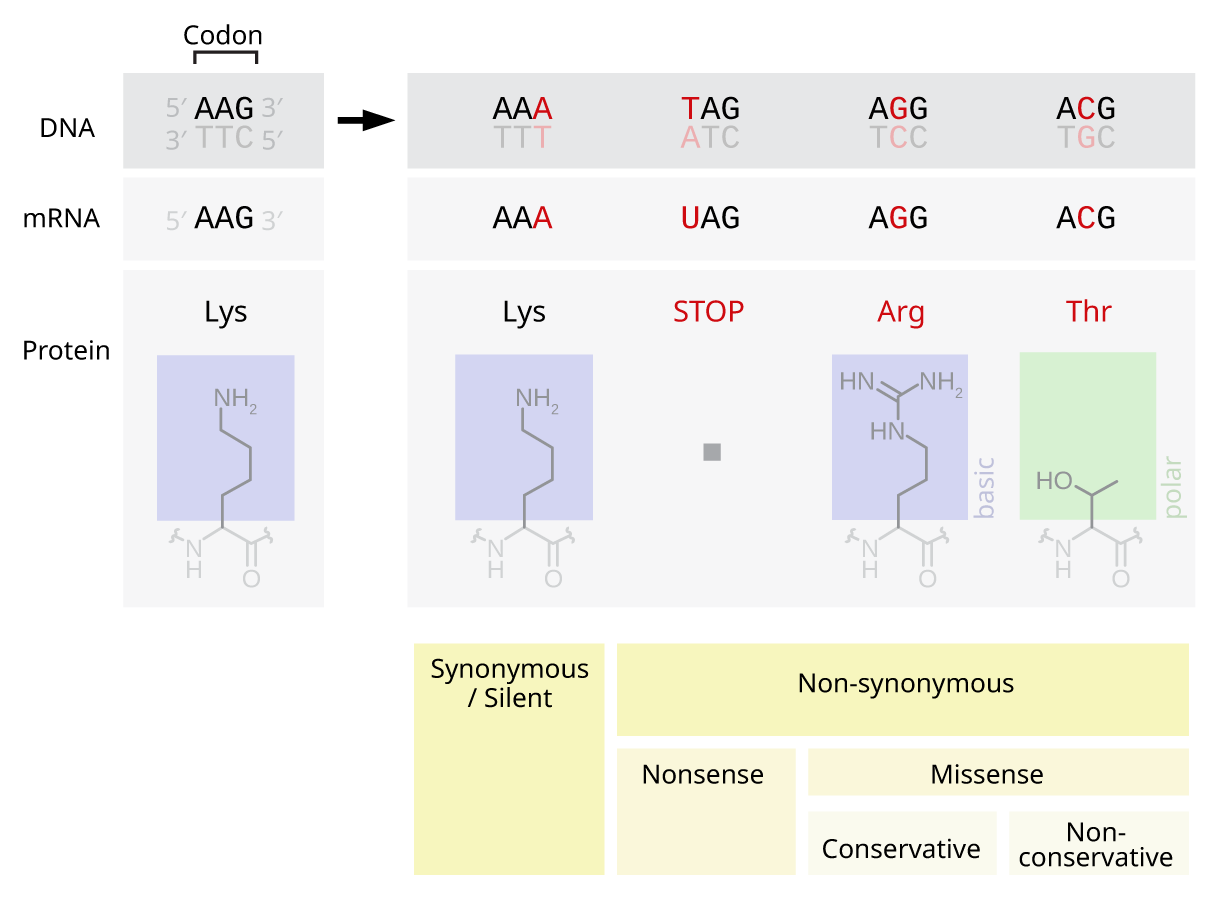
Hình 1: Các hậu quả thường gặp của đột biến điểm:

Đột biến điểm là đột biến xảy ra ở một (hoặc một cặp) nuclêôtit của gen hoặc của RNA.

## Nội hàm
- Đây là thuật ngữ của di truyền học phân tử, trong tiếng nước ngoài, gọi là point mutation (tiếng Anh), mutation ponctuelle (tiếng Pháp), punktmutation (tiếng Đức) v.v đều dùng để chỉ loại đột biến gen chỉ xảy ra ở một "điểm" trên phân tử di truyền (thường là DNA). "Điểm" này tương ứng với một (hoặc một cặp) nuclêôtit duy nhất.
- Tuy chỉ xảy ra ở một (hoặc một cặp) nuclêôtit duy nhất, nhưng đột biến điểm có thể

- Chỉ liên quan đến một (hoặc một cặp) nuclêôtit.
- Liên quan tới rất nhiều nuclêôtit (hoặc nhiều cặp) nuclêôtit khác trong chuỗi pôlinuclêôtit (xem mục "Các dạng đột biến điểm" dưới đây).
- Mặc dù trên lí thuyết đột biến điểm có thể xảy ra ở gen (DNA mang bộ ba mã hoá gốc) hoặc của RNA (bản mã phiên của gen), nhưng khái niệm này thường chỉ đề cập tới đột biến điểm ở gen (DNA) làm thay đổi bộ ba mã di truyền gốc.
- Tuy nhiên cũng có tác giả lại cho rằng đây là loại đột biến gen quy mô nhỏ xảy ra trong phạm vi từ 1 (hoặc một cặp) đến 10 (hoặc một cặp) nuclêôtit.[5]

Trong bài viết này chỉ đề cập tới đột biến điểm ở một (hoặc một cặp) nuclêôtit duy nhất của gen, theo quan niệm phổ biến hơn cả trong các tài liệu liên quan tới vấn đề này trong nước và nước ngoài.

## Nguyên nhân
Đột biến điểm thường diễn ra ở một chuỗi đơn của gen trong quá trình nhân đôi DNA. Nếu đột biến trên chuỗi đơn được tế bào nhận biết và sửa chữa ngay, thì sự sự lắp ráp nuclêôtit không bị nhầm lẫn và nhân đôi DNA diễn ra bình thường, tạo ra DNA bình thường. Trường hợp này, đột biến ban đầu gọi là tiền đột biến. Nếu đột biến không được tế bào sửa sai, thì sự lắp ráp nuclêôtit sẽ nhầm lẫn ở cả hai chuỗi dẫn đến tạo nên phân tử bất thường. Các nguyên nhân gây ra đột biến điểm thường gặp nhất là do các tác nhân đột biến (mutagen) như bức xạ từ tia UV, tia X, nhiệt độ cao đột ngột (sốc nhiệt) hoặc hóa chất (chất độc hoá học, thuốc trừ sâu).

## Các dạng đột biến điểm

### Dựa vào hậu quả dịch mã
Các đột biến điểm được phân chia thành ba dạng chính, nếu căn cứ vào hậu quả (hình 1):
- Đột biến câm: đột biến điểm xảy ra ở một bộ ba mã hoá, nhưng amino acid tương ứng không thay đổi.
- Đột biến vô nghĩa: đột biến điểm xảy ra ở một bộ ba mã hoá, làm bộ ba này thay đổi thành mã kết thúc chấm dứt dịch mã.
- Đột biến sai nghĩa: đột biến điểm xảy ra ở một bộ ba mã hoá, làm amino acid tương ứng thay đổi thành amino acid khác.

### Dựa vào nội dung đột biến

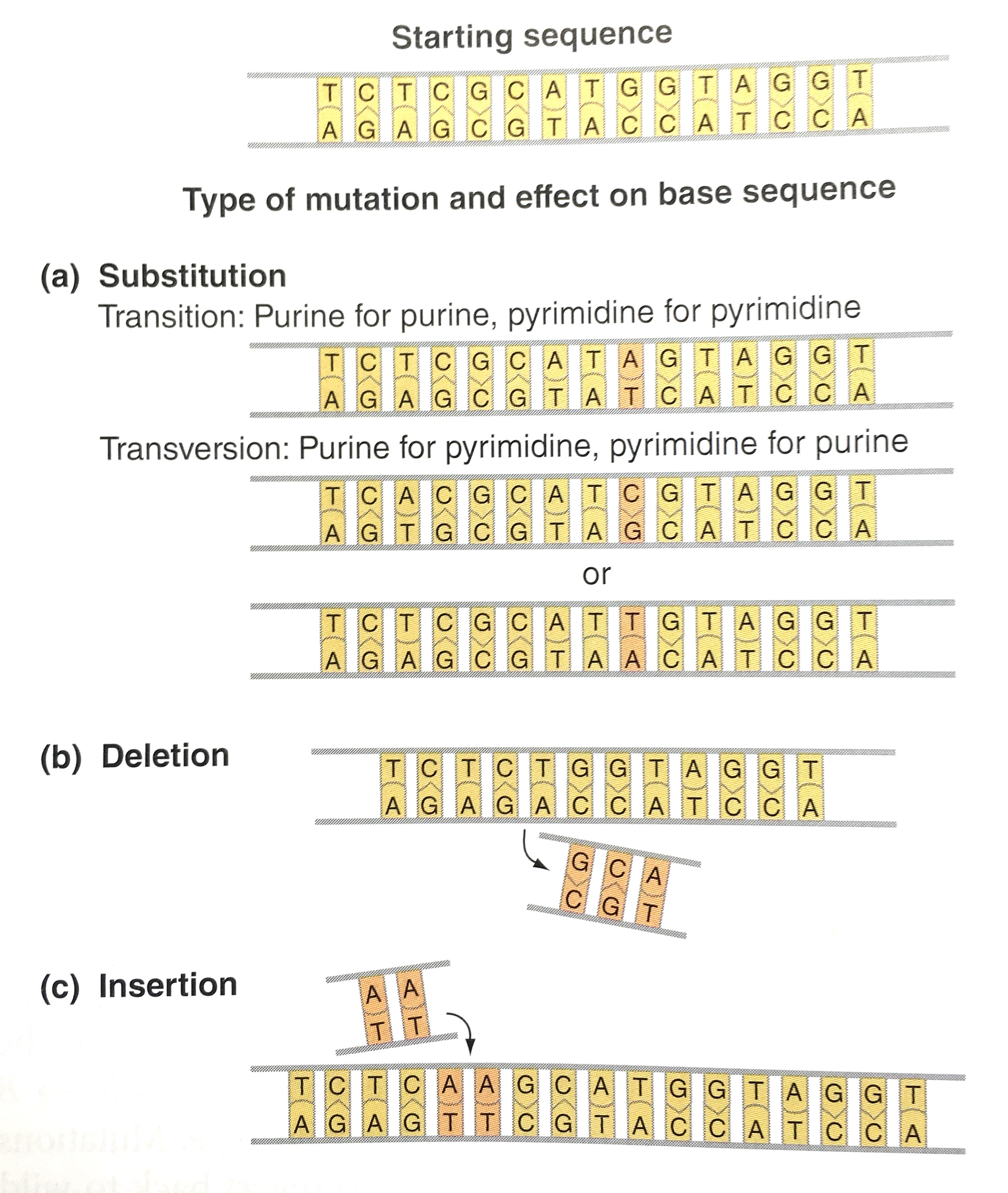
Hình 2: Các dạng đột biến điểm: a = dạng thế (substitution); b = dạng mất (deletion); c = dạng thêm (insertion).

Nếu dựa vào kiểu nucleotide biến đổi ở đột biến điểm, thì phân chia thành ba dạng (hình 2).
- Đột biến thế: một (hoặc một cặp) nuclêôtit bị thay thế bởi một (hoặc một cặp) nuclêôtit khác.
- Đột biến thêm: một (hoặc một cặp) nuclêôtit được thêm (chèn) vào vị trí nào đó trong chuỗi (hoặc cặp chuỗi) pôlinuclêôtit.
- Đột biến mất: một (hoặc một cặp) nuclêôtit ở vị trí nào đó trong chuỗi (hoặc cặp chuỗi) pôlinuclêôtit bị mất đi (bị xoá khỏi chuỗi). Hai dạng sau cùng thường gọi chung là đột biến thêm bớt, rất hay gây ra hậu quả nghiêm trọng cho đời sống sinh vật, do các cođon bị thay đổi hàng loạt kể từ vị trí đột biến.

### Dựa vào kiểu chuyển đổi base ở dạng đột biến thế

Hình 3: Đột biến tương hỗ thuận - nghịch: Transition và transversion.

Khi đột biến điểm dạng thế làm một base này bị thay bằng một base nitơ khác, thì phân chia thành: thế cùng kiểu (transitions) và thế khác kiểu (transversions). Các thuật ngữ và dạng này do Ernst Freese đưa ra từ  năm 1959.
- Trong đột biến thế cùng kiểu (transitions), thì base nitơ cùng nhóm (purin hoặc pirimiđin) thay thế cho nhau, như A thay thế cho G hoặc ngược lại (chữ đỏ và mũi tên đỏ ở hình 3).
- Trong đột biến thế khác kiểu (transversions) thì base nitơ khác nhóm thay thế nhau, như G thay thế vào vị trí của T (chữ xanh và mũi tên xanh ở hình 3.